# Lịch sử sẽ bào chữa cho tôi

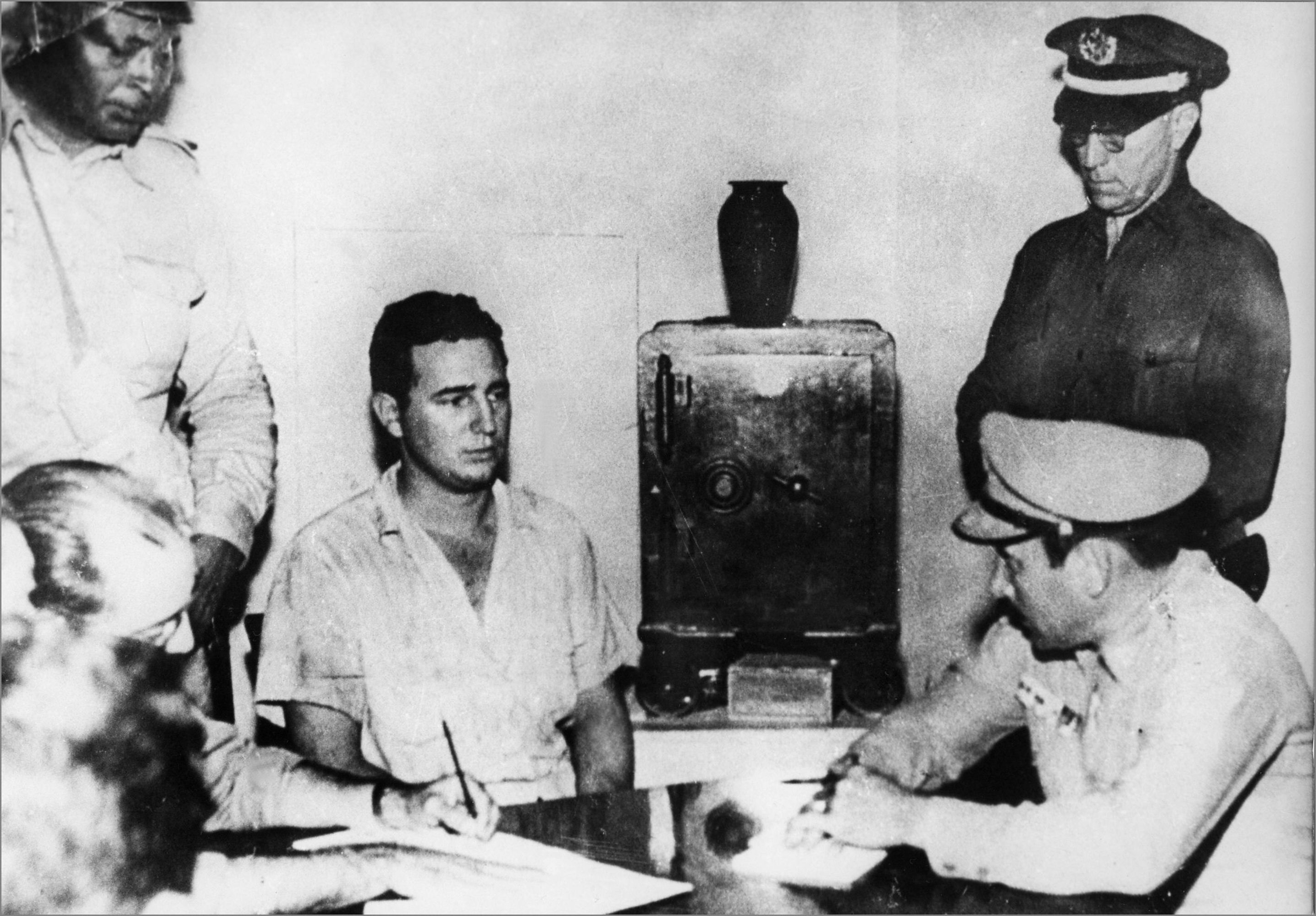
Fidel Castro bị bắt vào tháng 7 năm 1953 sau cuộc tấn công Trại lính Moncada.

Lịch sử sẽ bào chữa cho tôi (tiếng Tây Ban Nha: La historia me absolverá) là tiêu đề bài phát biểu dài hai giờ của Fidel Castro vào ngày 16 tháng 10 năm 1953. Castro đã thực hiện bài phát biểu này để tự bào chữa trước tòa án chống lại những lời tố cáo nhắm vào mình sau khi ông chỉ huy cuộc tấn công Trại lính Moncada ở Cuba. Bài phát biểu này về sau đã trở thành bản tuyên ngôn của Phong trào 26 tháng 7 của ông.
Mặc dù bị kết án tù lên tới 15 năm vì vai trò của họ trong cuộc tấn công, tất cả những người nổi dậy đều được phóng thích sau lệnh ân xá của Fulgencio Batista vào năm 1955. Castro chuyển đến México, trước khi trở về Cuba trên chiếc du thuyền Granma vào tháng 12 năm 1956.
Bài phát biểu này được El Curita bí mật in thành một tập sách nhỏ tại Plaza del Vapor mà về sau bị chính quyền Castro phá hủy vào năm 1959 và biến thành một công viên mang tên El Curita.

## Fidel Castro lần đầu ra tòa
Fidel Castro lần đầu ra tòa vào ngày 21 tháng 9 năm 1953 tại Santiago, là một trong khoảng 100 bị cáo bị bắt sau vụ tấn công Moncada. Trong số này, 65 người trên thực tế không tham gia vào hoạt động này và bao gồm cả những chính khách hàng đầu — trong số đó có tổng thống dân cử cuối cùng của quốc gia là Carlos Prío. Castro, vốn là một luật sư có trình độ, đã tự bào chữa cho mình, cũng như hai bị cáo khác. Tất cả những người khác đều được tổng cộng 24 luật sư bào chữa. Castro đã dựa vụ án của mình vào tính bất hợp pháp của chế độ Batista và quyền vốn có của công dân được vùng dậy chống lại những gì ông cho là một chính phủ bất hợp pháp. Khi được hỏi ai chịu trách nhiệm cho vụ tấn công, Castro trả lời rằng "tác giả trí thức của cuộc cách mạng này là José Martí, nhà lãnh đạo phong trào giành độc lập của chúng ta". Castro cũng tham gia phiên tòa thứ hai vào ngày 22 tháng 9, nhưng đã bỏ lỡ ngày thứ ba (ngày 25 tháng 9) vì chỉ huy trung đoàn đã tuyên bố sai rằng ông bị bệnh. Castro cố xoay xở để có được một tờ giấy viết tay trao cho thẩm phán tại tòa án yêu cầu bảo vệ đặc biệt cho mạng sống của mình mà ông cho là đang bị đe dọa trong tù. Sau đó, tòa án quyết định tiến hành phiên tòa chính, hướng dẫn thực hiện các yêu cầu trong lá thư của Castro và cấp cho vụ án riêng của ông một phiên tòa mới vào một ngày sau đó.
31 tù nhân đã bị kết tội nhưng hầu hết đều được đối xử khoan hồng. 19 kẻ tấn công được tuyên trắng án cùng với 65 thường dân. Chỉ có hai người phụ nữ tham gia vụ tấn công, những người không có vũ trang, phải nhận bản án 7 tháng tù. Cùng với ba người khác bị phát hiện đóng vai trò chủ chốt trong vụ tấn công, em trai của Castro là Raúl bị kết án 13 năm tù tại nơi khi đó được gọi là Đảo Thông.

## Bài phát biểu và bản án

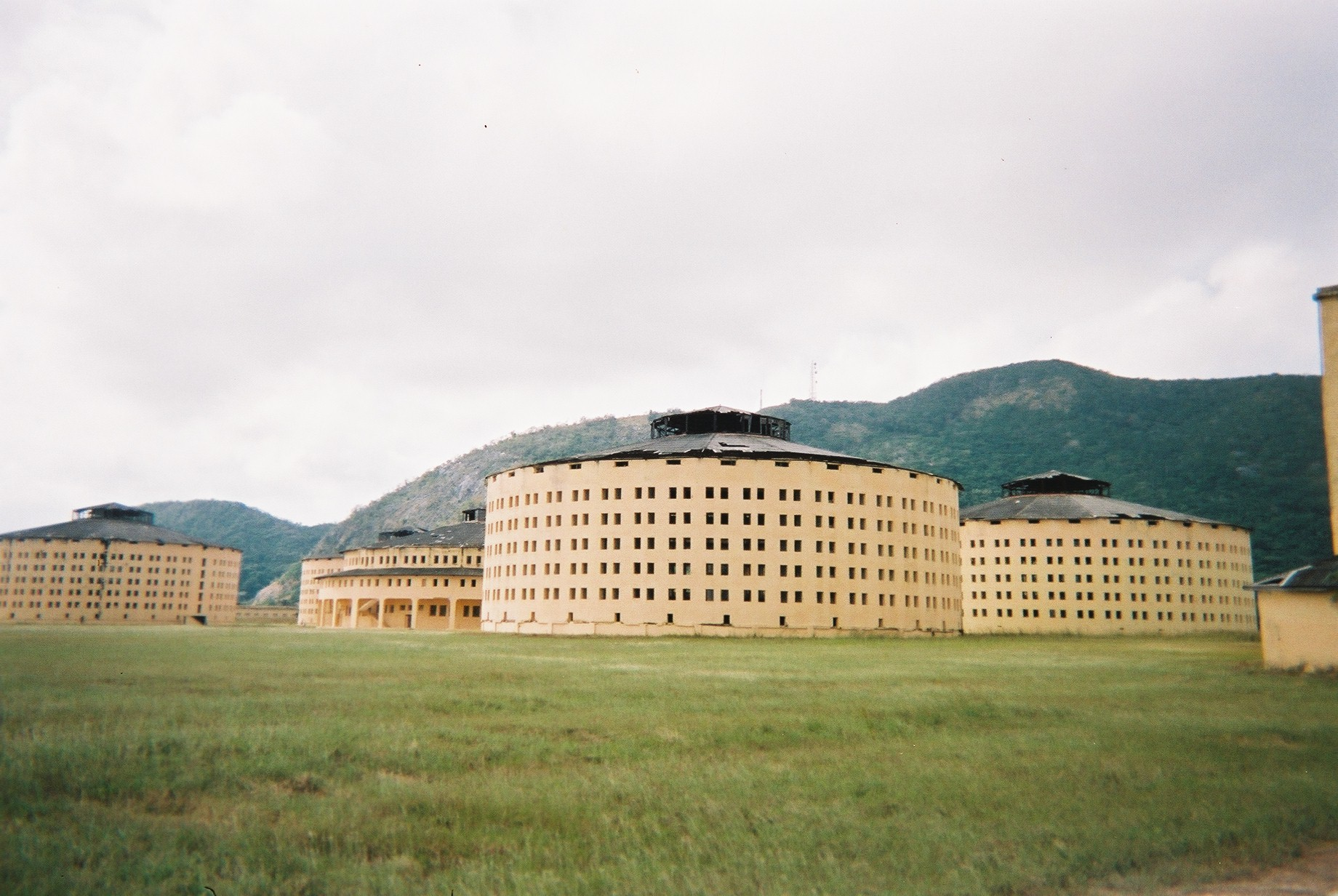
Nhà tù Presidio Modelo trên Đảo Thông chính là nơi anh em nhà Castro bị giam giữ. Khu nhà mà họ và những người Moncadista khác bị giam giữ hiện là một bảo tàng. (Ảnh chụp vào tháng 12 năm 2005.)

Castro bị đưa ra trước một tòa án khác vào ngày 16 tháng 10 năm 1953 để tuyên án. Theo như báo chí đưa tin, chính tại đây mà ông đã có bài phát biểu dài bốn giờ để biện minh cho hành động của mình và vạch ra kế hoạch dành cho Cuba. Trong phiên tòa, sự phẫn nộ của công chúng đối với cách đối xử với đám tù nhân đã làm giảm nghiêm trọng vị thế của Batista trong lòng dân chúng. Một thẩm phán địa phương đã gọi điện cho nhân viên của Batista để phàn nàn rằng Batista đang hồi sinh thời kỳ tàn bạo của cựu tổng thống Gerardo Machado, trong khi một giám mục Santiago kêu gọi tòa án tha mạng cho Castro và tìm kiếm sự ủng hộ từ nhóm Công giáo thượng lưu của Cuba. Mặc dù Castro bị kết án cùng em trai mình trong tù 15 năm, phiên tòa đã nâng ông lên vị thế bán anh hùng trên hòn đảo này.
Bài phát biểu của Castro có nhiều lời gợi nhắc đến "cha đẻ của nền độc lập Cuba" José Martí, đồng thời mô tả Batista là một bạo chúa. Theo Castro, Batista là một "monstrum horrendum ... không thực lòng" đã phạm tội phản bội vào năm 1933 khi ông ta khởi xướng một cuộc đảo chính hòng lật đổ Tổng thống Cuba Ramón Grau. Castro tiếp tục nói về "700.000 người Cuba không có việc làm", phát động một đợt công kích vào hệ thống chăm sóc sức khỏe và trường học hiện tại của Cuba, và khẳng định rằng 30% người nông dân Cuba thậm chí không thể viết nổi tên của chính mình.
Trong bản tuyên ngôn đã xuất bản của Castro, dựa trên bài phát biểu năm 1953 của mình, ông đưa ra chi tiết về "năm điều luật cách mạng" mà ông muốn thấy được thực hiện trên hòn đảo này:
1. Việc khôi phục hiến pháp Cuba năm 1940.
2. Cải cách quyền sử dụng đất.
3. Quyền của công nhân công nghiệp được hưởng 30% lợi nhuận của công ty.
4. Quyền của công nhân mía đường được nhận 55% lợi nhuận của công ty.
5. Việc tịch thu tài sản của những kẻ bị kết tội gian lận theo quyền lực hành chính trước đây.